# Hamadryas marmarice
Hamadryas marmarice är en fjärilsart som beskrevs av Hans Fruhstorfer 1916. Hamadryas marmarice ingår i släktet Hamadryas och familjen praktfjärilar. Inga underarter finns listade i Catalogue of Life.